# Tratado multilateral
A palavra tratado  é de origem latina -‘’tractatus’’- do qual significa acordo entre Estados. A palavra multilateral traz como referência aquilo que se relaciona a mais de um lado, que possui várias ramificações.
Tratado é o termo usado para designar acordos internacionais entre países, tais recebem este nome, devido a um grande fato político em sua firmação. O Tratado Multilateral é um acordo entre mais de dois Estados, visando à reciprocidade entre ambas as partes.

## Exemplos de Tratados
- Tratado de Não Proliferação de Armas Nucleares[3]

Firmado em 1968 por vários países, entrando em vigor em março de 1970, visa impedir o uso de tecnologia na produção de armas nucleares. Até o presente momento, 189 países aderiram ao tratado, sendo exceção Israel, Paquistão, Índia e Coreia do Norte (este último havia aderido ao tratado, retirando-se mais tarde, em 2003).
- Tratados de Livre Comércio [4]

Acordo entre países que visa eliminar tarifas alfandegárias e reduzir quotas de importação e exportação. São exemplos:
1. NAFTA (Acordo de livre-comércio da América Norte), acordo envolvendo o Canadá, Estados Unidos e México.
2. Mercosul formado por  Argentina, Brasil, Paraguai, Uruguai e Venezuela.

Os acordos acima possuem importância política e econômica. Os acordos são assinados em benefício mútuo, buscando promover a participação entre os países, beneficiando os Estados e a sociedade.